# Nina Berberova
Nina Nikolajevna Berberova (Russisch: Нина Николаевна Берберова) (Sint-Petersburg, 8 augustus 1901 - Philadelphia (Pennsylvania), 26 september 1993) was een Russische dichteres en schrijfster van een veelomvattend oeuvre. Ze schreef een biografie over Pjotr Iljitsj Tsjaikovski, waarin ze als eerste inging op zijn homoseksualiteit. Op late leeftijd vond ze vanaf de jaren tachtig alsnog internationale erkenning voor haar novellen over het leven van Russische emigranten.

## Leven en werk
Berberova werd geboren in het tsaristische Rusland als dochter van een hoge ambtenaar die afkomstig was uit Armenië. Haar moeder stamde uit een geslacht van grootgrondbezitters, van wie de vader model stond voor Ivan Gontsjarovs Oblomov. Berberova studeerde ten tijde van de Russische Revolutie (1917) in Rostov aan de Don.
Nadat haar eerste dichtbundel was verschenen verliet Berberova de universiteit en verhuisde naar Sint-Petersburg, waar ze zich aansloot bij het Dichtersgilde van de Acmeïsten, waartoe onder meer Nikolaj Goemiljov, Osip Mandelstam en Anna Achmatova behoorden.
Nadat Goemiljov in 1921 door de Bolsjewieken was geëxecuteerd verliet Berberova Rusland in 1922, samen met haar geliefde de dichter Vladislav Chodasevitsj. In hetzelfde jaar verscheen haar boek Alexandre Blok et son temps, waarin ze niet alleen over Aleksandr Blok schreef, maar ook over het jaar 1921 als de zwartste pagina uit de Russische poëzie. Veel dichters waaronder Maksim Gorki en Andrej Beli moesten uitwijken naar het buitenland. Anderen, zoals Fjodor Sologoeb werd een uitreisvisum geweigerd.
Berberova en haar geliefde vertrokken aanvankelijk voor een jaar naar Berlijn, waar ze met Vladimir Nabokov bevriend raakten, later naar Praag en Sorrento in Italië, waar ook Maksim Gorki verbleef. In 1925 vestigden ze zich in Parijs, waar Berberova haar eerste novellen in het Russisch zou schrijven en uitgroeien tot een chroniqueur van Russische bannelingen in het westen; intellectuelen, maar voor het merendeel het officieren en soldaten van het Witte leger die vaak werk vonden in de Renaultfabrieken. Berberova publiceerde vooral in de in Parijs verschijnende emigrantentijdschriften, onder andere Poslednije Novosti. In 1935 verscheen haar eerste novelle. Een jaar later trouwde ze met de kunstschilder Nikolaj Makejev. In 1936 schreef ze ook een biografie over Pjotr Iljitsj Tsjaikovski, waarin voor het eerst werd ingegaan op diens homoseksualiteit. De biografie werd in de Sovjet-Unie verboden, maar werd wel in de Verenigde Staten en Engeland gepubliceerd. In 1947 ook in Nederland. De eerste Franse vertaling van een van haar Russische novellen, Akkompaniatorsja (1949) , verscheen na de Tweede Wereldoorlog in het Frans, maar bleef onopgemerkt.
In 1950 emigreerde de toen 49-jarige Berberova naar de Verenigde Staten, teleurgesteld door de houding van Franse schrijvers, als Gide, Sartre en Cocteau, ten opzichte van het stalinisme. Én door het proces tegen Viktor Kravtsjenko, de gevluchte Russische ingenieur die in zijn boek Ik verkoos de vrijheid voor het eerst het bestaan van concentratiekampen in de Sovjet-Unie onthulde. Een Franse communistische krant beschuldigde hem ervan een CIA-agent te zijn. Berberova deed verslag van dit proces, dat ook door veel vooraanstaande Franse intellectuelen werd bijgewoond. In 1990 verscheen in Frankrijk haar boek over deze affaire.
Vanaf 1958 doceerde Berberova Russische literatuur aan de Yale Universiteit. En daarna vanaf 1963 tot aan haar pensionering in 1971 aan de Princeton Universiteit. In deze periode schreef ze haar uitgebreide memoires. Deze verschenen eerst in het Engels als The Italics Are Mine (1969), daarna in het Russisch als Kursiv Moi (1969). Deze memoires zijn te lezen als een geschiedenis van de "witte emigratie", meer in het bijzonder van de literaire gemeenschap daarbinnen. Tegenwoordig wordt het algemeen gezien als haar hoofdwerk. Het is stilistisch sterk geschreven en bevat unieke schetsen uit het emigrantenleven van Russische beroemdheden als Bely, Gorki, Boenin - de eerste Russische schrijver die in 1933 de Nobelprijs voor Literatuur kreeg, Merezjkovski, Hippius, Zajtsev, Kerenski en uiteraard Chodasevitsj.
Als prozaschrijver was ze inmiddels vergeten, totdat in 1985 Akkompaniatorsja (1949) opnieuw in een Franse vertaling verscheen als L'Accompagnatrice. Ditmaal werd het boek een succes. Het werd in meer dan twintig landen gepubliceerd. Ook in de Nederland. Niet alleen werd het boek in het Nederlands vertaald als De begeleidster, het was ook aanleiding om meerdere novellen van Berberova en haar memoires in Nederland te publiceren. In Frankrijk werd ze in 1989 door Jack Lang benoemd tot Ridder in de Orde van Kunst en Letteren. In 1992 werd L'Accompagnatrice verfilmd door Claude Miller.
Ze overleefde de meeste van haar tijdgenoten en bezocht aan het eind van haar leven het Rusland van na de Sovjet-tijd.